# Hans Christian Nielsen
Hans Christian Nielsen (16 de fevereiro de 1916 — 28 de novembro de 2004) foi um ciclista dinamarquês que competia em provas do ciclismo de pista.
Nielsen foi um dos atletas que representou a Dinamarca nos Jogos Olímpicos de 1936, em Berlim (União Soviética), onde terminou em oitavo lugar na prova de perseguição por equipes (4000 m).